# Dalbek
Die Dalbek ist ein kleiner Fluss, der im Südteil des Kreises Herzogtum Lauenburg bei Dassendorf entspringt und in südlicher Richtung über Börnsen und Escheburg nach Hamburg-Altengamme fließt. Von dort wird das Wasser über das Grabensystem der Vierlande der Dove Elbe zugeführt.
In einigen Karten wird er auch fälschlich „Dallbek“ genannt. Der obere Lauf nördlich von Kröppelshagen wird laut Gemeindekarte auch Bornbek genannt. Der Wasserzustand ist sehr gut, sogar der „Europäische Aal“ erreicht bei seinen Wanderungen den Fluss. In regenreichen Zeiten und bei Schneeschmelze wird aus dem kleinen, flachen Fluss oft ein reißendes Gewässer von 6,2 km Länge.

## Verlauf
Die Quelle liegt im südlichen Sachsenwald 780 m westlich von Dassendorf auf 62 m ü. NN. Nach wenigen Metern verlässt der Bach, der jetzt noch Bornbek genannt wird, das gemeindefreie Gebiet des Sachsenwaldes und umfließt die Siedlung Bornberg nördlich, um sich dann durch die Wiesen der Gemarkung Kröppelshagen-Fahrendorf nach Südwesten zu wenden. Er unterquert die B207 am Ortseingang von Kröppelshagen und fließt unbegradigt durch die Grundstücke und Felder, bis die Landesstraße 208 erreicht ist. Nach deren Querung wird die Bornbek zum Löschwasserteich aufgestaut. 

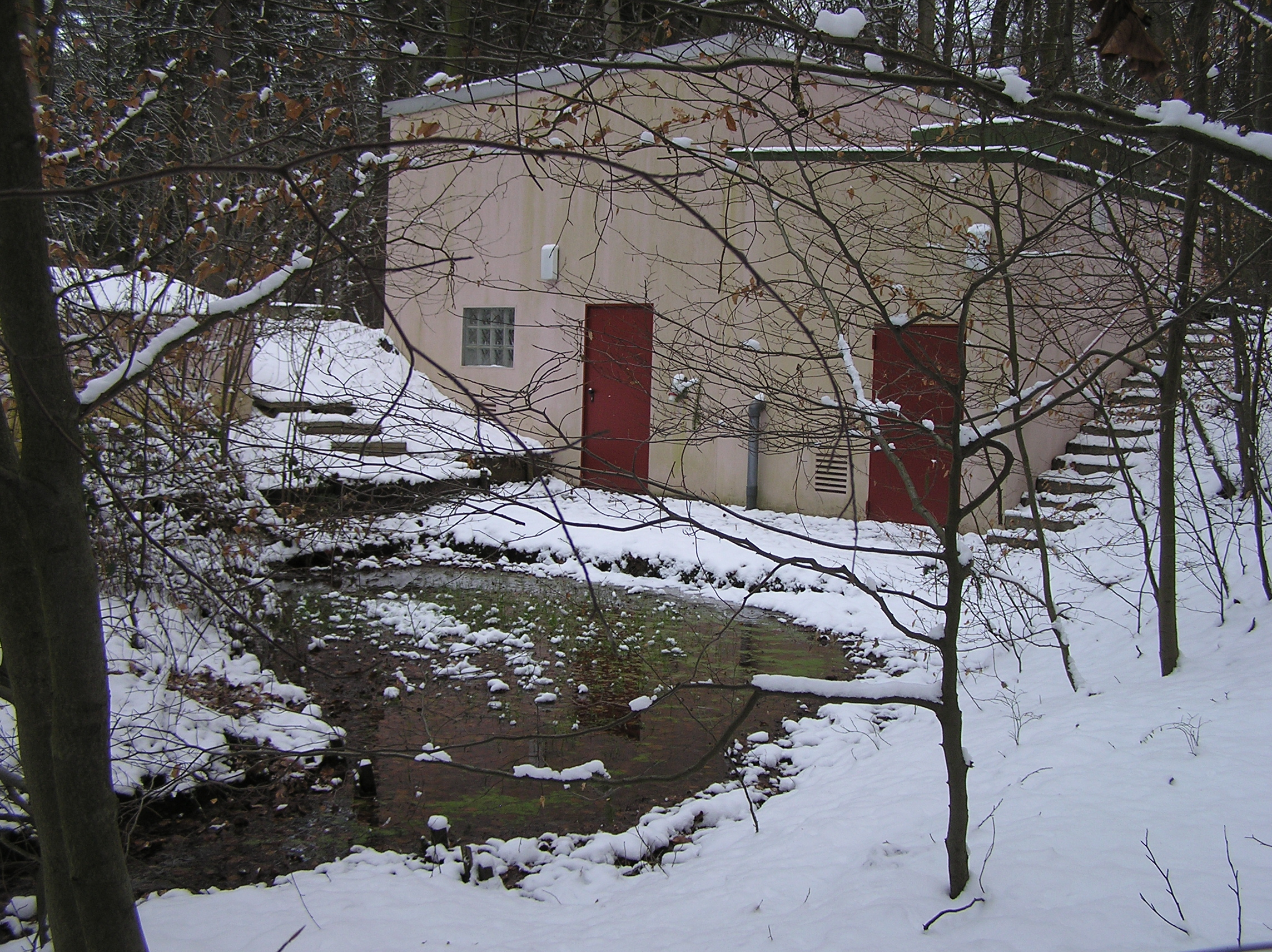
Quelle mit Wasserwerk im Sachsenwald
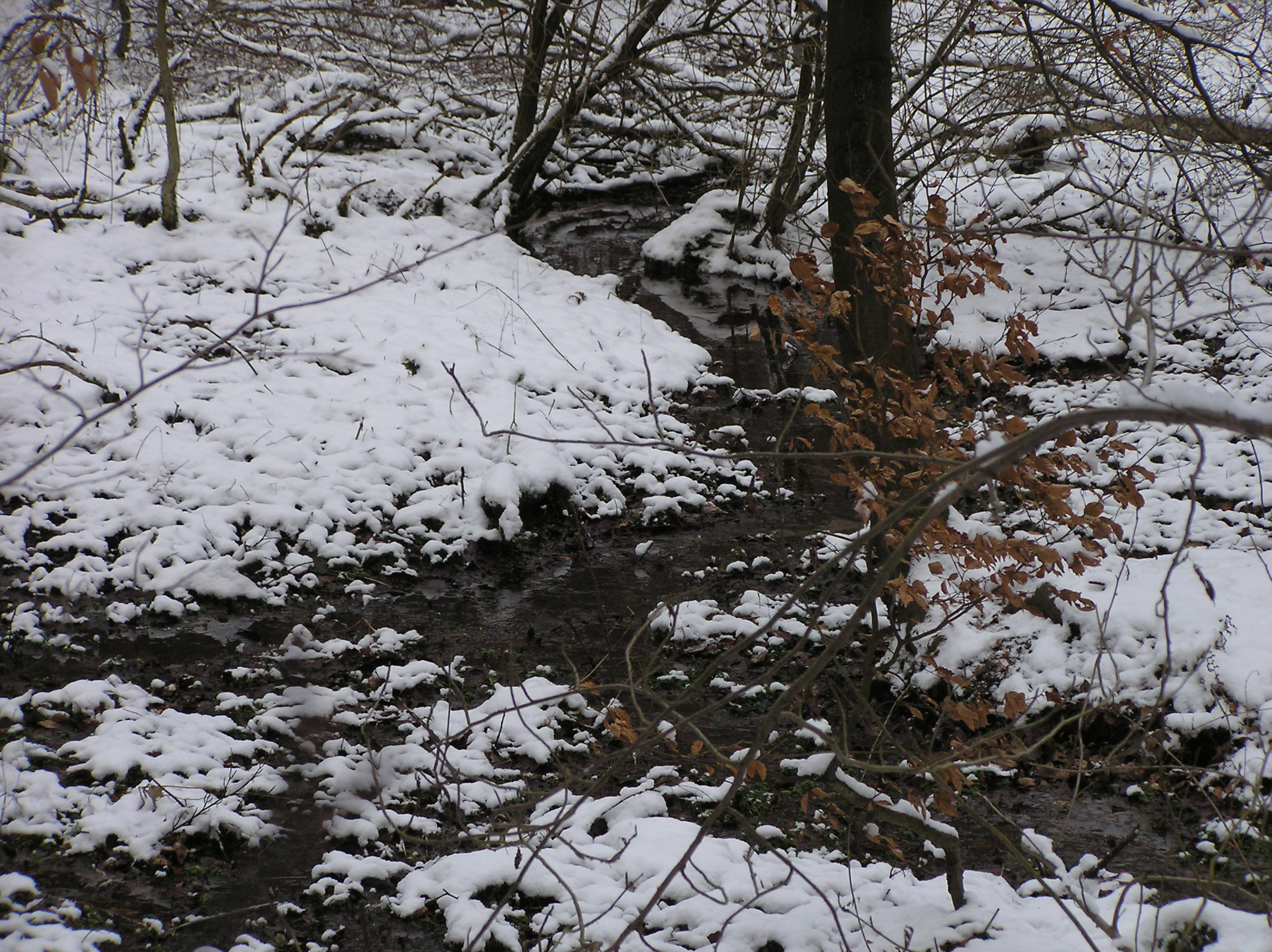
Die ersten Meter als Bornbek
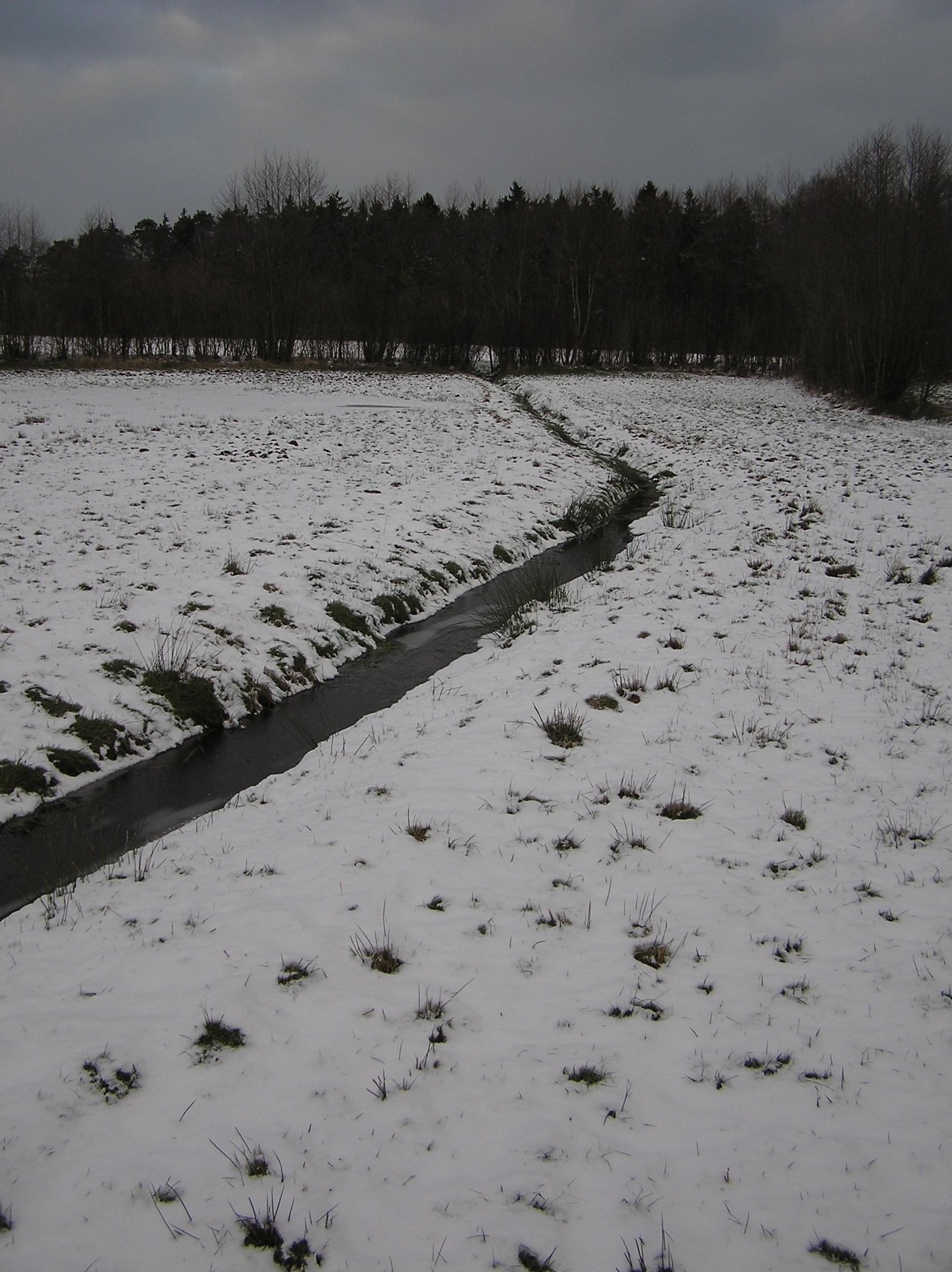
Bornbek nördlich der B207
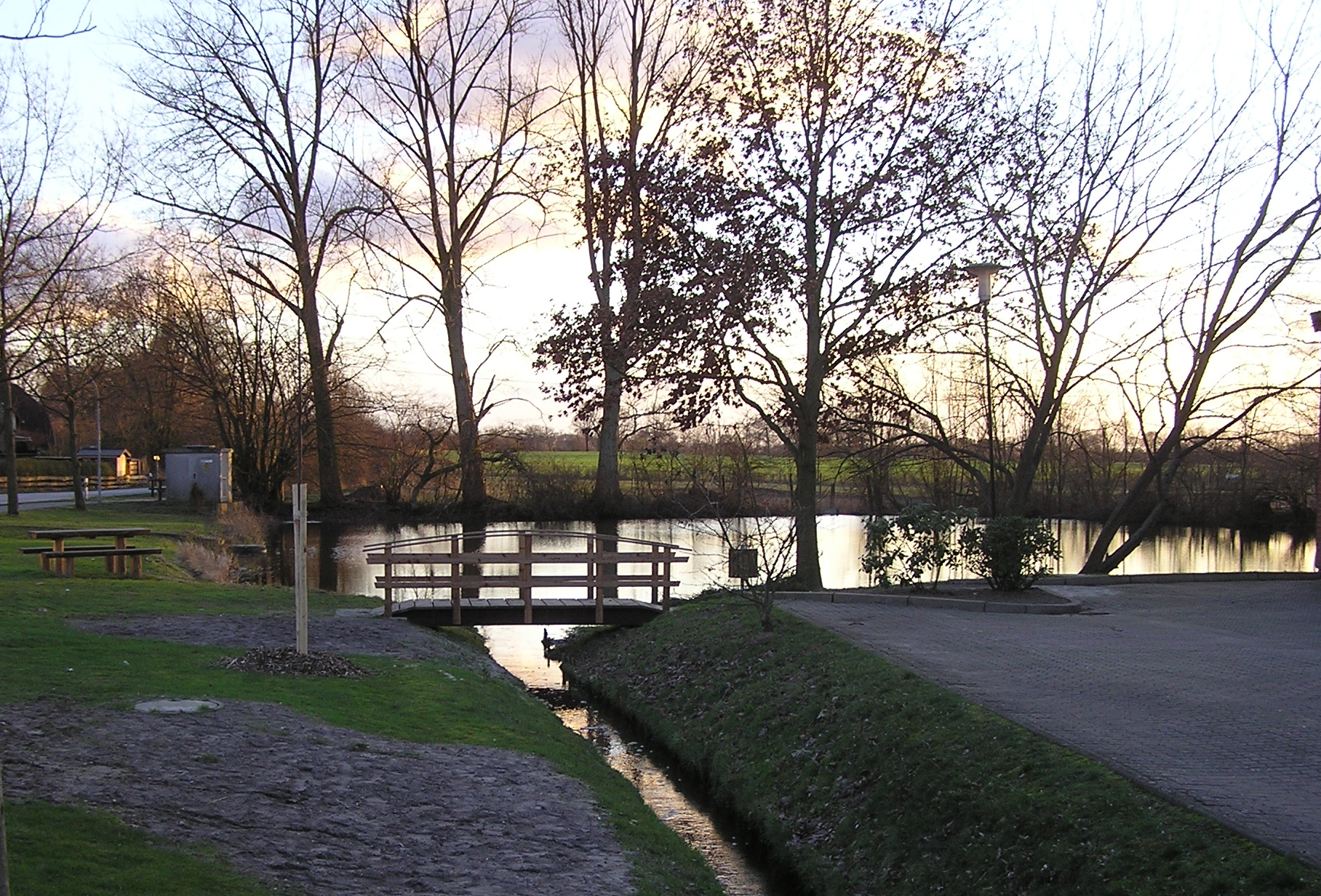
Kröppelshagen Löschwasserteich

Von dort durchfließt sie ein Wildgehege, das direkt an das Naturschutzgebiet Dalbekschlucht grenzt. Hier wird das zu einem Fischteich aufgestaute Wasser eines Bruchwaldes aufgenommen. 
Die Dalbek durchquert nun das Naturschutzgebiet im Geesthang bei Börnsen und Escheburg ein imposantes Tal. Dabei überwindet die Dalbek auf 2850 m einen Höhenunterschied von 38 m. Sie nimmt dabei aus diversen Nebentälern der Schlucht das Wasser einiger namenloser Waldbäche auf. 

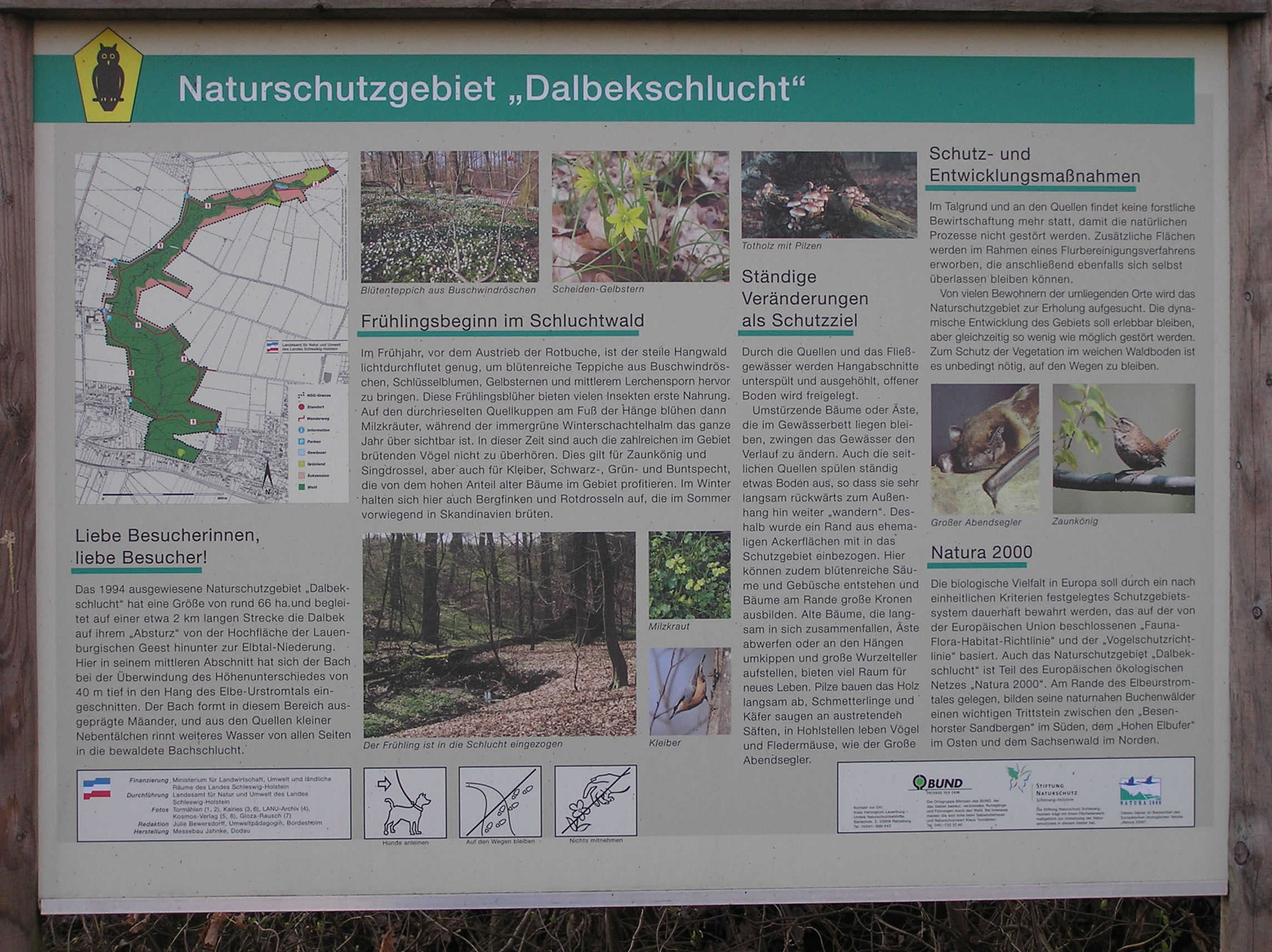
Hinweistafel Naturschutzgebiet Dalbekschlucht
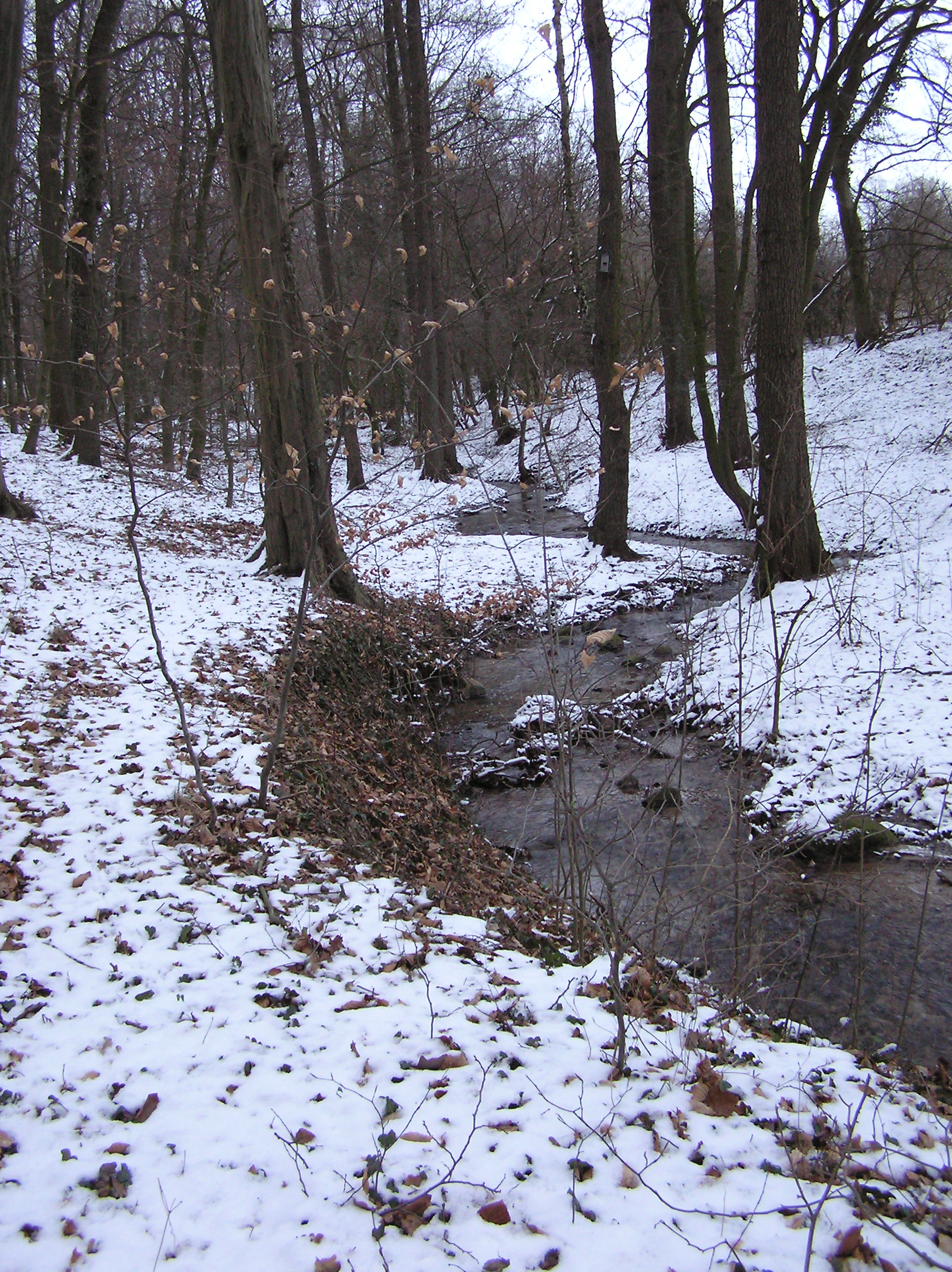
Der obere flachere Teil der Dalbekschlucht
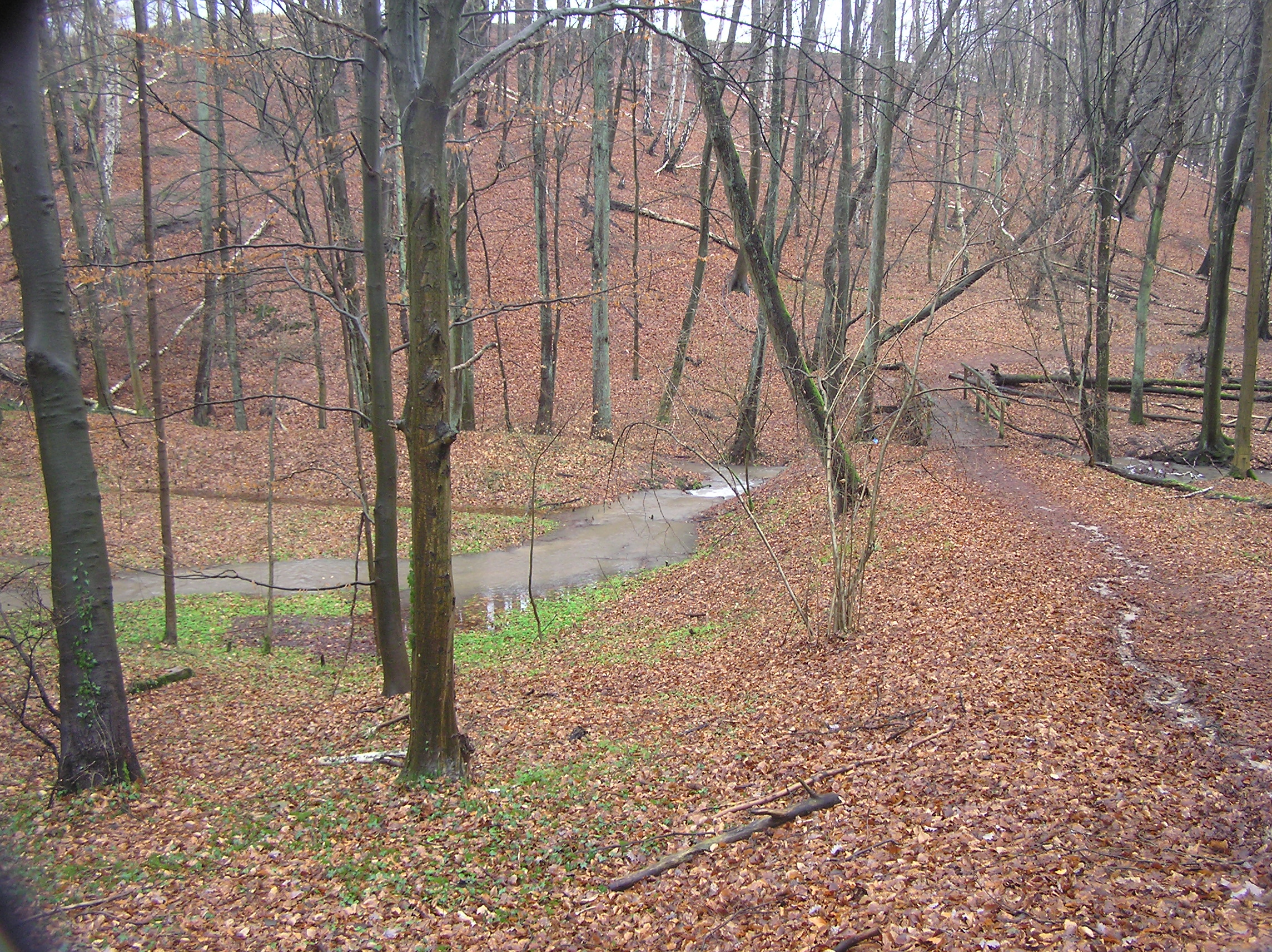
Weg von der Börnsener Schule in die Dalbekschlucht
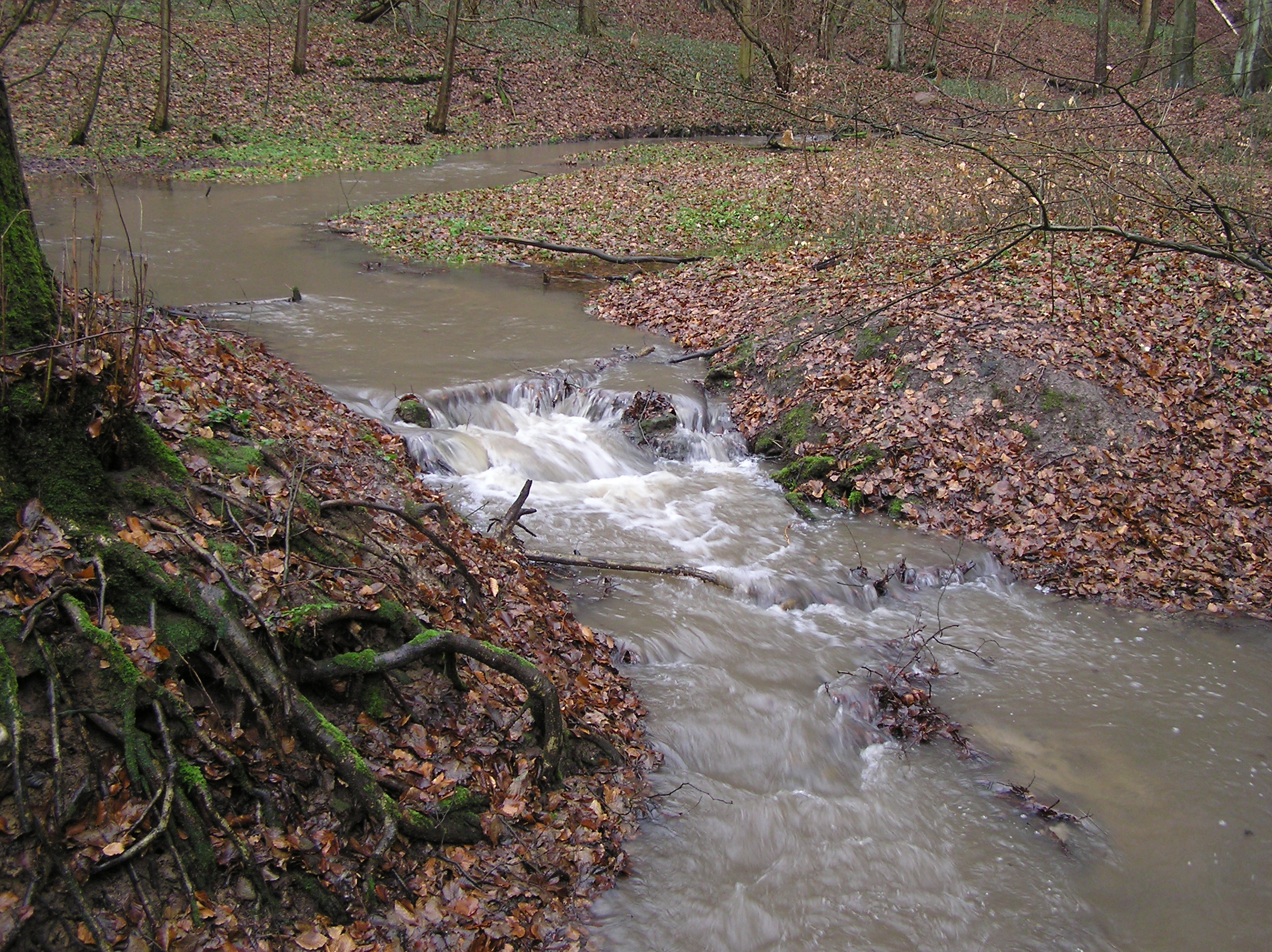
Höhenunterschiede in der Dalbekschlucht

Nach Verlassen des Naturschutzgebietes unterquert sie die Kreisstraße 80 (K80, ehemalige B5) auf 9 m NN Höhe, passiert begradigt die westlichsten Grundstücke von Escheburg, die Bahnlinie Bergedorf-Geesthacht, das Feuchtwiesengebiet Dröge Wisch, die A25 und noch einmal Feuchtwiesen. Hier an der Grenze der Bruchlandschaft zur Marsch befindet sich auch die Landesgrenze Hamburg/Schleswig-Holstein. Diese verläuft in der Mitte des Grenzgrabens, in den die Dalbek auf 3 m NN mündet. Der Grenzgraben entwässert durch diverse Quergräben zur Brookwetterung, die über den Schleusengraben der Bille zur Dove Elbe fließt.

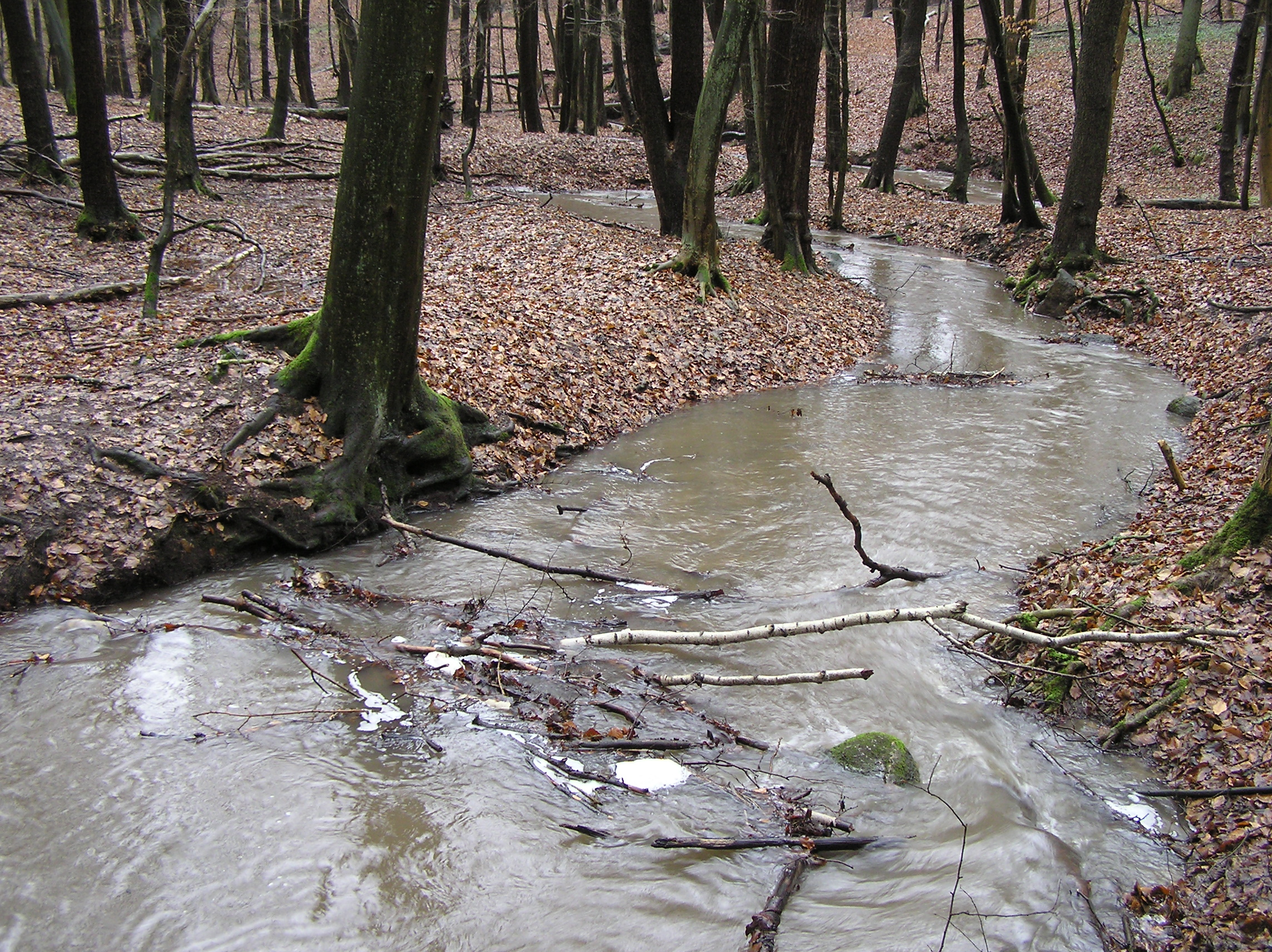
Nachwirkungen von Regen und Sturm
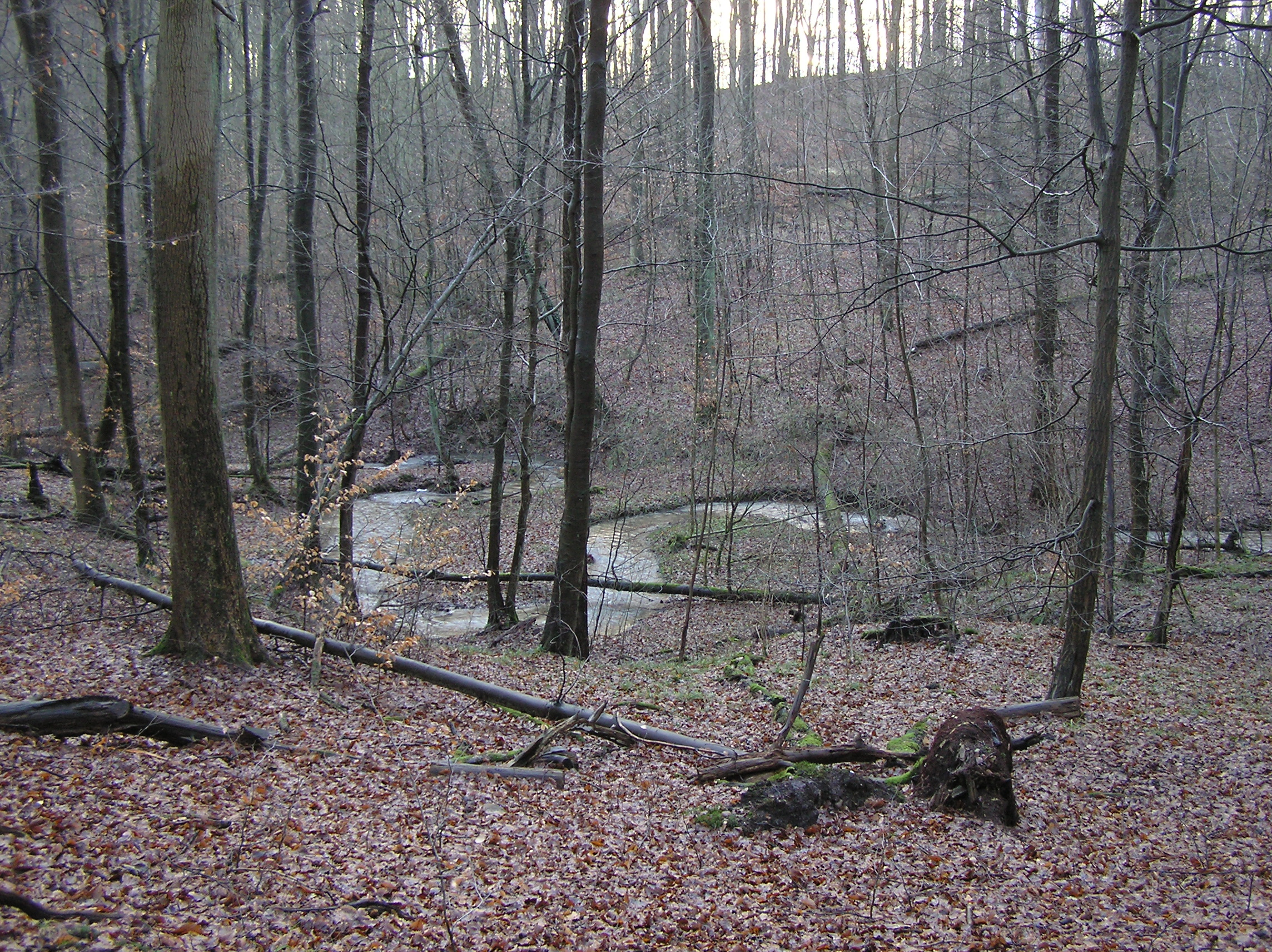
Mäander in der Dalbekschlucht
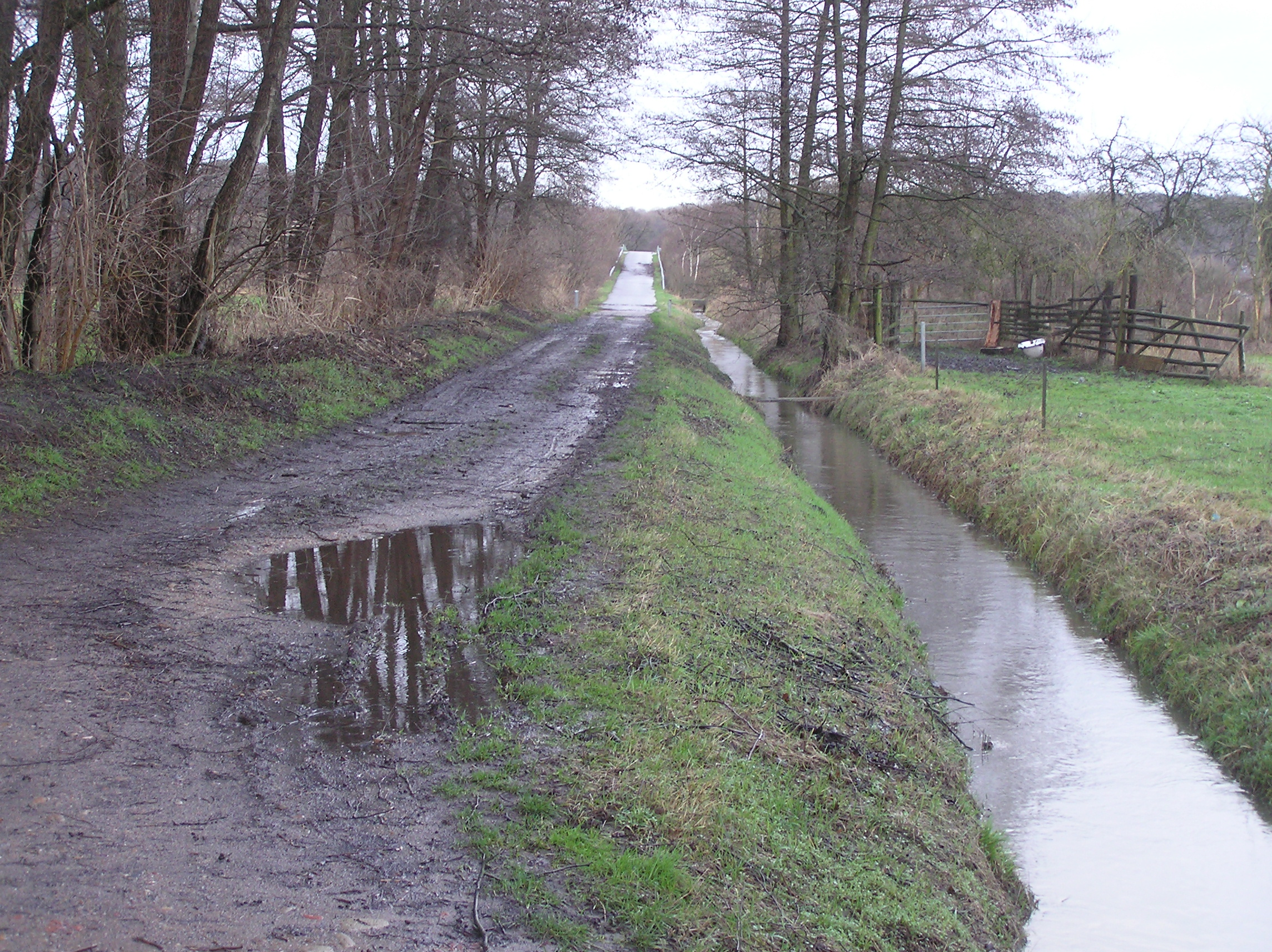
Begradigt im Feuchtwiesengebiet Dröge Wisch
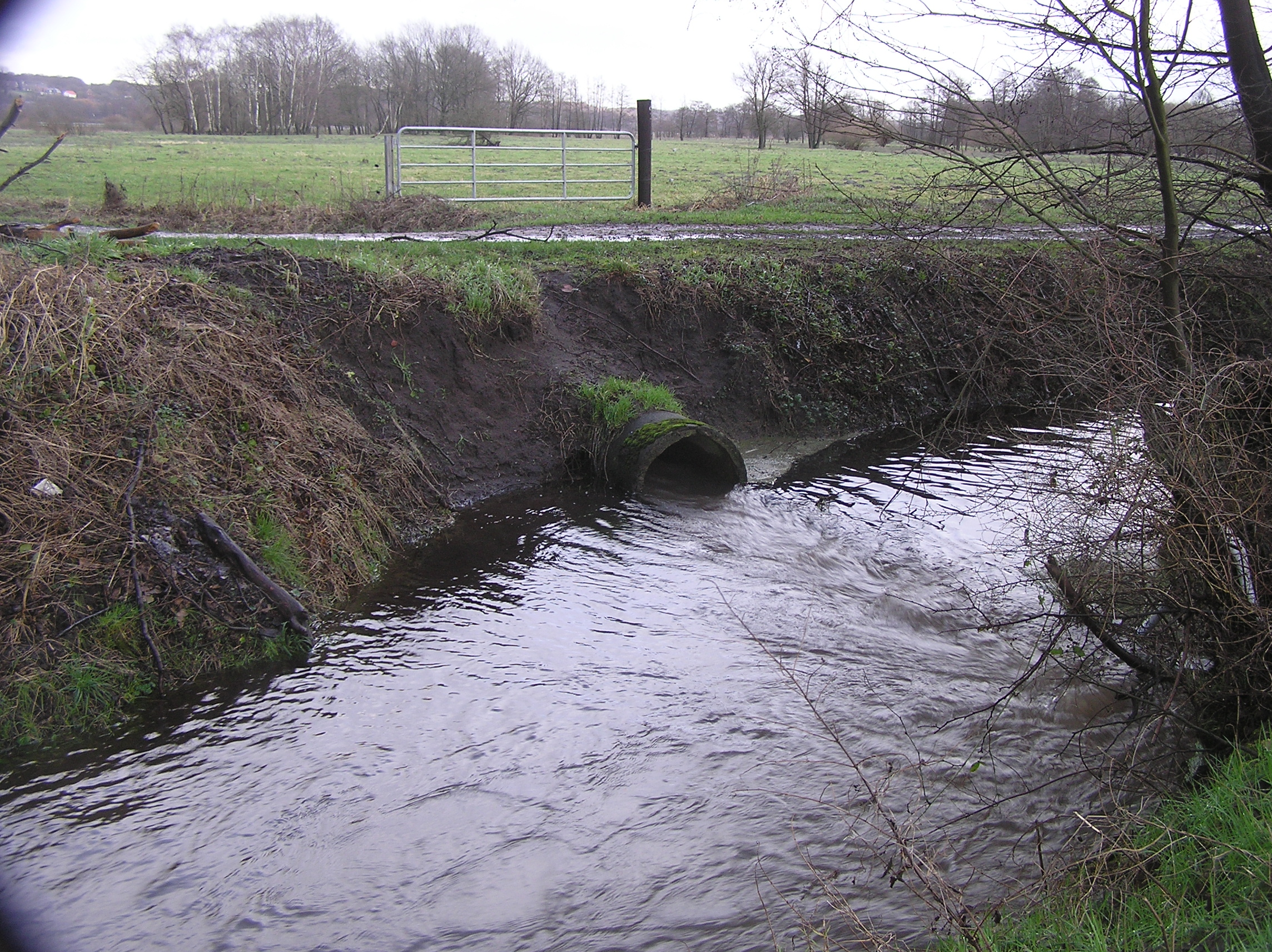
Unscheinbare Mündung in den Grenzgraben

## Wirtschaftliche Bedeutung
Der größte Teil des Quellwassers wird zur Trinkwassergewinnung durch die Wasserleitungsgenossenschaft Kröppelshagen genutzt. Versorgt werden die Ortsteile Bornberg und Kröppelshagen.